# Ростово-суздальский диалект
Росто́во-су́здальский диале́кт — один из северо-восточных диалектов древнерусского языка, сформировавшийся на территории распространения будущего русского языка, наряду с новгородским, псковским, смоленским, а также акающим диалектом верхнего и среднего течения Оки и междуречья Оки и Сейма. С XV века в связи с развитием Русского централизованного государства, возвышением Москвы как центра, завоеванием Новгородских и Псковских земель Москвой ростово-суздальский диалект занимает ведущую роль в формировании русского языка.
Московские говоры ростово-суздальского диалекта становятся основой русского литературного языка. С ростово-суздальским диалектом генетически связана бо́льшая часть современных говоров центральной диалектной зоны, прежде всего — московские и владимирско-поволжские говоры.
К XIII—XIV векам ростово-суздальский диалект отличался от остальных древнерусских диалектов последовательным развитием системы согласных фонем, парных по твёрдости-мягкости; наличием фонем /в/, /в’/, развившихся из губно-губных /w/, /w’/; фонологизацией отношения /е/ — /о/ с противопоставлением нелабиализованиость-лабиализованность; формированием пятифонемной системы вокализма; наличием сочетания /ш’н/ в группе слов; появлением флексии /’оjу/ в творительном падеже единственного числа женского рода; окончанием -ово в форме родительного падежа единственного числа прилагательных и местоимений мужского и среднего рода. С новгородским ростово-суздальский диалект объединяло наличие фонемы /г/; различение безударных гласных; с акающим южным диалектом объединяло наличие аффрикат /ц’/ и /ч’/, отсутствие слов со вторым полногласием и т. д.

## История

### Формирование диалектного ареала
Древнейшая территория, на которой сформировалось ростово-суздальское славянское население с его особенностями в языке и культуре, отличными от других севернорусских — новгородских, псковских и смоленских,— находилась в Опольщине, представлявшей собой значительную по площади лесную область и поля с получернозёмной почвой. Дославянским населением этой территории были меря и другие финно-угорские племена. Славяне стали численно преобладать здесь ко второй половине XI—XII векам. Частью мерянское племя слилось со славянским населением, частью было им оттеснено. Освоение большей части Опольщины происходило во второй половине XII — первой половине XIII веков, позже, чем произошло образование большинства остальных восточнославянских областей. Здесь были построены такие древние города, как Суздаль и Ростов, ставшие важнейшими культурными и политическими центрами Залесской земли, позднее к ним прибавился третий — Владимир. В отличие от других русских земель в Ростово-Суздальской отсутствовал какой-либо один крупнейший центр.
Волго-Окское междуречье заселялось несколькими потоками восточных славян, один из них связан с новгородскими словенами, которые двигались по реке Шексне — на север, в Заволжье до Белого озера и через верховья Волги к её левым притокам — Тверце и Мологе, затем через правые притоки — в бассейн Клязьмы. Одновременно со словенами в районы Верхней Волги и её правых притоков, а также в бассейн реки Москвы со смоленских земель проникали кривичи, постепенно ассимилируя голядь и другие местные немногочисленные балтские племена. Немного позднее, продвигаясь с юга, земли по течению средней и нижней Оки заселяли вятичи. Постепенно колонизационные потоки трёх восточнославянских племён, пересекаясь и частично смешиваясь между собой, сформировали население Северо-Восточной Руси, а говоры переселившихся славян заложили основы ростово-суздальского диалекта. Вместе с тем, своеобразие языковых черт диалекта Ростово-Суздальской земли дали основание таким исследователям как Б. М. Ляпунов, Ф. П. Филин и другим, сделать предположение о существовании в Волго-Клязьминском междуречье ещё одного восточнославянского племени (сведения о котором до нас не дошли), чей племенной диалект (а не диалекты словен и кривичей) развился в ростово-суздальский. Сторонником данной точки зрения является также археолог В. В. Седов. О преемственности племенных диалектов говорит также С. Л. Николаев: «этноопределяющим признаком славянского племени, говорившего на ростово-суздальском диалекте, являются браслетообразные височные кольца с сомкнутыми (или слегка заходящими) концами». По его мнению, ростово-суздальский диалект входил некогда в более крупное диалектное объединение. Об этом свидетельствует наличие у древних восточноновгородских говоров специфических общих изоглосс с ростово-суздальскими говорами. На определённом историческом этапе первоначальный северо-восточный диалектный континуум был расщеплён кривичским «клином» в районе Тверского Поволжья. В то же время, по мнению Р. И. Аванесова и Л. Л. Касаткина, не только современные говоры русского языка, но и диалекты древнерусского языка, устанавливаемые по памятникам письменности, не являются непосредственным продолжением древних восточнославянских племенных диалектов.

### Диалектные различия XI — начала XII веков
Диалектные особенности Северо-Восточной Руси наряду с другими диалектно обособленными ареалами на территории распространения древнерусского языка отмечаются уже в период XI — начала XII веков (ко времени после утраты носовых гласных, вторичного смягчения согласных и до падения редуцированных). Язык населения Ростово-Суздальской земли выделяется следующими фонетическими особенностями, установленными по материалам древнерусской письменности:
- Различение аффрикат /ц’/ и /ч’/ так же, как и в говорах юго-востока (черниговских) и юго-запада (киевских и галицко-волынских). Для новгородских, псковских, полоцких, смоленских, части рязанских было характерно наличие одной аффрикаты /ц’’/;
- Различение мягких шипящих и свистящих /с’/—/ш’/, /з’/—/ж’/, широко распространённое во всех древнерусских диалектах, исключая псковский диалект с /с’’/, /з’’/;
- Взрывное образование звонкого заднеязычного согласного /г/ как и в новгородском диалекте в отличие от фрикативного /ү/ в других диалектах. Известны случаи употребления фонемы /ү/ и в говорах русского севера на территории, совпадающей с областью распространения древненовгородского диалекта и колонизированными его носителями землями;
- Губно-зубное образование звонкого губного спиранта /в/ в отличие от губно-губного /w/ в других диалектах;
- Наличие /л/, как и в большинстве остальных диалектов, на месте праславянских *tl, *dl, отличное от псковских сочетаний /кл/, /гл/;

### Расширение диалектного ареала
На рубеже XI—XII веков Ростово-Суздальская земля с севера и запада граничила с Новгородской землёй, с юго-запада — со Смоленским княжеством, с юго-востока — с выделившимся из Черниговского Муромско-Рязанским княжеством. Южная граница первоначальной территории Ростово-Суздальской земли проходила по реке Клязьме. Северная и северо-восточная границы постоянно смещались по мере колонизации русскими соседних финно-угорских земель. Территория распространения ростово-суздальского диалекта расширялась в северном и восточном направлениях. В 1140—1160 годах осваивается Заволочье, в котором ростово-суздальская дань распространилась на земли по рекам Кокшенге и Устью, достигнув границы с Новгородом в Важском крае. К XIII веку ростово-суздальская дань охватывает значительные территории на северо-востоке — район города Костромы и земли к юго-западу от неё, земли вверх по реке Костроме, земли в районе Галицкого озера и далее до реки Унжы. Кроме того ростово-суздальская дань распространяется со стороны древних ростовских владений на Белом озере и Шексне по реке Сухоне до Устюга, соприкасаясь с новгородскими владениями. Возможно, освоение бассейна реки Клязьмы происходило позже также и другой группой русского населения из Смоленской земли. Растёт число городов Залесской земли, с XII века в исторических источниках появляются сведения о Москве, Дмитрове, Юрьеве, среди залесских городов возвышается Переяславль, почти одновременно с ним — Ярославль, в начале XIII века — Нижний Новгород.
В то время как ещё не до конца закончилось формирование территории самостоятельного Ростово-Суздальского княжества, в XIII веке появились признаки его территориального дробления. Но уже с начала XIV века и затем в течение XIV—XV веков идёт новый процесс объединения отдельных феодальных земель в Московское государство. Период дробления Ростово-Суздальской земли и существования самостоятельных княжеств — Суздальского, Владимирского, Ростовского, Переяславского и других — был непродолжительным и не оказал заметного влияния на формирование территориальных различий в ростово-суздальском диалекте.

## Диалектная характеристика XII—XIV веков
Со второй половины XII века и на протяжении XIII—XIV веков в связи с падением редуцированных возникают и развиваются диалектные различия, противопоставившие северо-восток древнерусской языковой территории юго-западу. Северо-восточная область, в пределах которой впоследствии сформировался русский язык, была изначально неодинаковой в диалектном отношении, кроме того со второй половины XII века неодинаково на разных частях её территории осуществляются общие тенденции языкового развития.
В результате изменений, вызванных падением редуцированных, складываются три фонологические системы: ростово-суздальского типа на северо-востоке; новгородско-псковского типа на северо-западе и система акающего диалекта на юге и юго-востоке.
Отличием ростово-суздальского диалекта было последовательное оформление в его языковой системе корреляции согласных фонем, парных по твёрдости-мягкости. Развитие фонологической категории твёрдых-мягких согласных фонем придало ростово-суздальской системе консонантный характер. Формирование данной оппозиции не завершилось к рубежу XIV—XV веков, дальнейшее развитие фонологической системы ростово-суздальского типа, продолжившееся в московском просторечии и русском литературном языке, определялось возможностями дальнейшего развития противопоставления твёрдых-мягких согласных фонем. Развитие и оформление корреляции согласных фонем, парных по твёрдости-мягкости и по звонкости-глухости, было непосредственно связано с тенденцией в развитии гласных среднего и верхне-среднего подъёма. Гласные фонемы верхне-среднего подъёма были утрачены в результате сформировавшегося противопоставления гласных среднего подъёма по лабиализованности-нелабиализованности. Таким образом семифонемная система вокализма сменялась пятифонемной.
В ростово-суздальском диалекте в XIII—XIV веках развиваются следующие языковые особенности, отличающие его от диалектов северо-запада (новгородских и псковских), запада (смоленско-полоцкого) и юга (акающего):

### Фонологические различия
- Последовательное развитие системы согласных фонем, парных по твёрдости-мягкости в отличие от сравнительного слабого развития системы согласных в новгородском и ещё более слабой в остальных диалектах;
- Наличие фонемы /г/ при распространении в разных диалектах северо-запада и запада фонем /г/ и /ү/ и только /ү/ на юге;
- Наличие фонем /в/, /в’/, противопоставленных фонемам /w/, /w’/ остальных диалектов;
- Наличие аффрикат /ц’/ и /ч’/, как и в южном акающем диалекте, при одной аффрикате /ц’’/ в диалектах северо-запада и запада;
- Отсутствие нейтрализации по назальности и неназальности, характерного и для смоленско-полоцкого и южного акающего диалектов, и противопоставленного новгородско-псковскому с возможностью нейтрализации по назальности-неназальности;
- Фонологизация отношения /е/ — /о/ с противопоставлением нелабиализованиость-лабиализованность, в остальных диалектах — отсутствие фонологизации;
- Переходное состояние системы вокализма от семифонемной к пятифонемной в отличие от семифонемной в новгородско-псковском и южном акающем диалектах и пятифонемной в смоленско-полоцком диалекте и акающих псковских говорах;
- Противопоставление фонем /с’/—/ш’/, /з’/—/ж’/ (по ростово-суздальским говорам — /ш/, /ж/), в отличие от псковских и смоленско-полоцких — /с’’/, /з’’/;
- Различение безударных гласных при наличии аканья в южном и развитии аканья с XV века в псковском и смоленско-полоцком диалектах;

### Лексико-фонологические различия
- Фонема /л/ в соответствии с праславянскими *tl, *dl в группе слов, как и в остальных диалектах, противопоставленных сочетаниям /кл/, /гл/ в псковском;
- Сочетание /ш’н/ в группе слов в отличие от сочетания /ч’н/ в остальных диалектах;
- Отсутствие слов со вторым полногласием или изолированные слова с таким сочетанием, как и в остальных диалектах, противопоставленное развитию явления второго полногласия, оформления слов типа: верёх, столоб, гороб и т. д. в диалектах северо-запада;

### Морфолого-фонологические различия
- Появление флексии /’оjу/ в творительном падеже единственного числа женского рода при сохранении флексии /’ejy/ в остальных диалектах;
- Наличие фонемы /ê/ во флексиях наряду с появлением на её месте фонемы /е/ во время начавшегося процесса перехода /ê/ > /е/. В южном акающем диалекте /ê/ во флексиях сохранялась, в смоленско-полоцком диалекте на её месте отмечалась фонема /е/, в новгородском и псковском диалектах была широко распространена фонема /и/.
- Ростово-суздальский диалект противопоставлялся наличием окончания -ово у прилагательных и местоимений мужского и среднего рода в форме родительного падежа единственного числа всем остальным древнерусским диалектам, у которых отмечались окончания прилагательных и местоимений в тех же формах — -ого или -оүо.